# Nova Aliança
Nova Aliança es un municipio brasileño situado en el estado de São Paulo. Según el censo de 2021, tiene una población de 6693 habitantes.
El municipio tiene una superficie total de 217.52 km².

## Historia
El 28 de diciembre de 1926 la zona pasó a ser un distrito del municipio de São José do Rio Preto.
Por Decreto Ley n.º 14.334, de 20 de noviembre de 1944, el distrito fue elevado a la categoría de municipio con el nombre de Nova Aliança. En el nuevo municipio estaban incluidos Nova Itapirema, Mendonça y Adolfo como distritos y Monte Belo como poblado.
Con el pasar de los años, los distritos de Mendonça y Adolfo también se emanciparon políticamente.

## Geografía
El municipio está ubicado en las coordenadas 21°0′57″ sur 49º29'46" oeste, a una altitud de 464 metros.

## Demografía
Datos del Censo - 2010
Población total: 5.891
- Urbana: 4.881
- Rural: 1.010
- Hombres: 2.922
- Mujeres: 2.969

Densidad demográfica (hab./km²): 27,11
Mortalidad infantil hasta 1 año (por mil): 8,09
Expectativa de vida (años): 76,05
Tasa de fertilidad (hijos por mujer): 1,89
Tasa de alfabetización: 90,63%
Índice de Desarrollo Humano (IDH-M): 0,806
- IDH-M Salario: 0,701
- IDH-M Longevidad: 0,851
- IDH-M Educación: 0,866

(Fuente: IPEADATA)

### Hidrografía
- Río Borá
- Río Fartura
- Río Borboleta[3]

### División
- Distrito de Nova Itapirema, distante ocho kilómetros del centro
- Barrio de Monte Belo, a cuatro kilómetros del municipio de Mendonça[3]